# Antongilia pungens
Antongilia pungens är en insektsart som beskrevs av Ludwig Redtenbacher 1906. Antongilia pungens ingår i släktet Antongilia och familjen Bacillidae. Inga underarter finns listade i Catalogue of Life.